# Юзеф Вронський

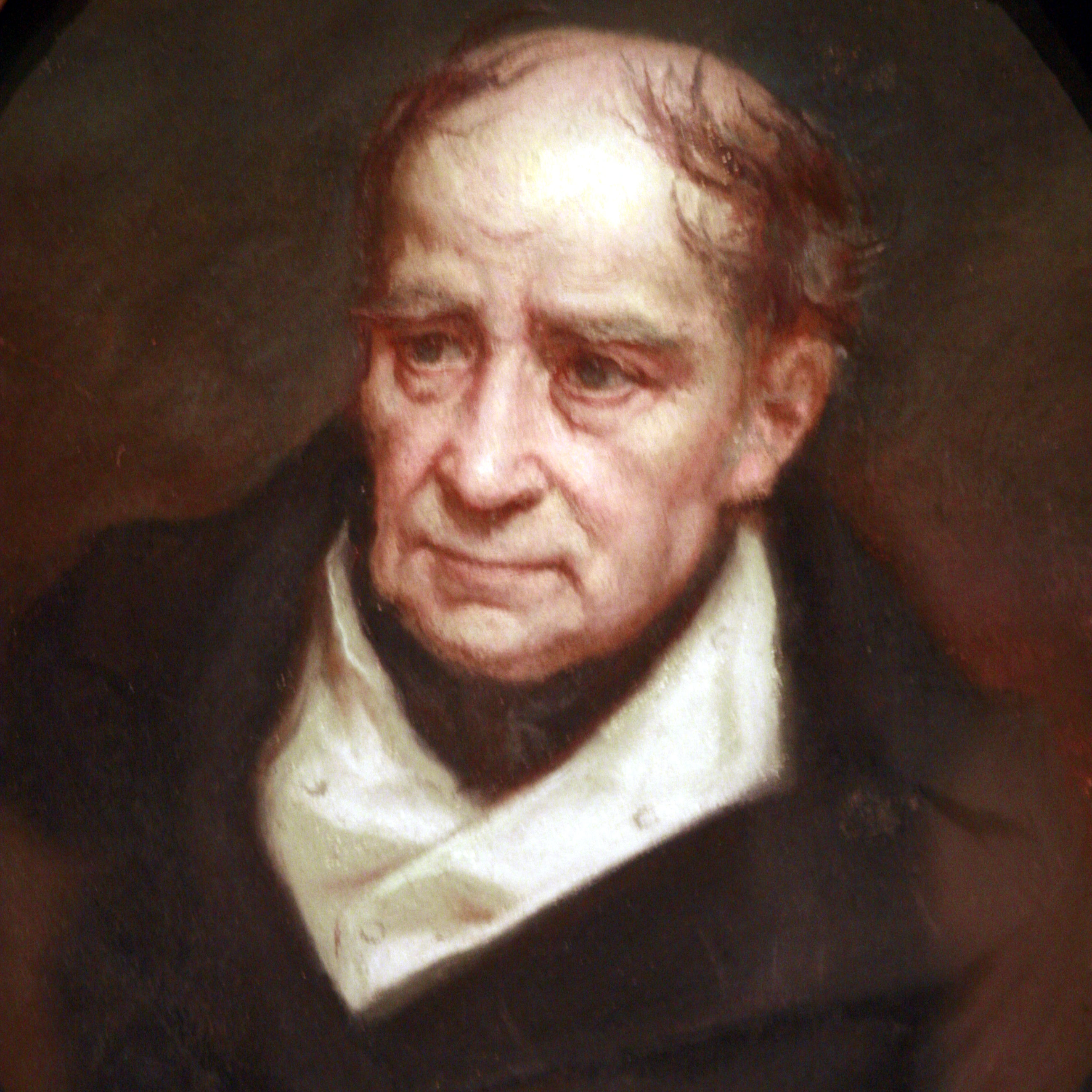
Юзеф Гоене-Вронський Józef Hoene-Wroński, (1776-1853)

Вронський Юзеф (Гоене-Вронський (Вронський) Юзеф Марія) (пол. Józef Maria Hoene-Wroński; Польща/Франція), 1778—1853), справжнє ім'я — Гоене́ Жозе́ф (Hoëné J.) (24 серпня 1776, Вольштин, Польща - 9 серпня 1853, Париж, Франція), польський математик та філософ-містик.

## Біографія
У 1794 році Вронський, як офіцер артилерії, брав участь у захисті Варшави від пруських військ. У битві під Мацейовицями його взято в полон, але генерал Тормасов відпустив його, після чого Вронський вступив офіцером у російську армію, де служив у штабі Суворова. У 1797 вийшов у відставку й вирушив до Німеччини, де вивчав юридичні науки. Потім вирушив у Париж та Марсель, де вступив у польський легіон, але незабаром знову вирушив до Німеччини, щоб вивчати там історію філософії та вищу математику. У 1811 році, повернувшись до Парижа, змінив уроджене прізвище Гене (Гоене) на Вронський, під яким почав публікувати свої наукові праці.

## Філософські погляди
Особливістю його підходу було прагнення включити в коло своїх занять так звані універсальні ідеї. Керівною його ідеєю був месіанізм, як він сам її назвав і який, за вченням Вронського, повинен вести людство по шляху до абсолютної правди і абсолютного добра. Він вчив, що тільки тепер людині здається, ніби абсолют для нього недоступний, але прийде час, коли погляд цей зміниться. До здійснення цього ідеалу в майбутньому покликані слов'яни; свої погляди на цей предмет він виклав у відкритому листі, написаному в 1851 році в Меце і адресованому російському імператору. У релігійному відношенні Вронський був гарячим прихильником католицизму, хоча визнавав, що всі догмати, будучи лише гіпотезами, мають тимчасову силу і будуть змінені абсолютними істинами.

## Наукові досягнення
Математичні роботи Вронського відзначені широтою охоплення матеріалу і спільністю постановки задач. Лагранж був тієї думки, що теорії Вронського можуть зробити переворот у науці. Але хвороблива гордість Вронського, його схильність до містицизму і, нарешті, складність позначень, використаних в його творах, привели до того, що його праці залишилися непоміченими сучасниками. Уже після смерті Вронського дослідники його праць у другій половині XIX століття виявили, що йому належить авторство значної кількості методів і деяких тверджень, які на той час були заново відкриті іншими математиками. Незважаючи на це, ім'я Вронського присутнє в сучасних курсах математичного аналізу через введений ним вперше в 1812 році функціонального визначника (так званий вронськіан).

## Твори
- «Introduction à la philosophie des mathématiques» (1811)
- «Résolution générale des équations de tous les degrés» (1812)
- «Philosophie de l’infini» (1814)
- «Canon des logarithmes» (1829; русский перевод, 1845)
- «Messianisme» (1831)
- «Instruction pour l’anneau arithmétique» (1833)
- «Métapolitique» (1840)
- «Prolégomènes du messianisme ou le destin de la France, de l’Allemagne et de la Russie» (1843)
- «Adresse aux nations slaves» (1847)
- «Adresse aux nations civilisées» (1848)
- «Cent pages décisives» (1849)
- «Épître à S. M. l’Empereur de Russie» (1851)
- «Philosophie absolue de l’histoire» (1852)